# ثعالب آل باعش (الوضيع)

تعديل مصدري - تعديل

ثعالب آل باعش هي إحدى قرى عزلة  الوضيع بمديرية الوضيع التابعة لمحافظة أبين، بلغ تعداد سكانها 219 نسمة حسب تعداد اليمن لعام 2004.